# رايمون باغ
رايمون باغ (بالفرنسية: Raymond Barre)، ولد في 12 أبريل 1924 بسانت دينيس ومات في 25 غشت 2007 بباريس، هو اقتصادي وسياسي فرنسي.
أستاذ جامعي، وتقلد منصب نائب رئيس المفوضية الأوروبية، مكلف بالاقتصاد والمالية، من 1967 إلى 1973.
رايمون باغ شغل مناصب في وزارة التجارة الخارجية في الحكومة الأولى لجاك شيراك من 12 يناير إلى 25 غشت 1976.

## المسار المهني

### الحياة المهنية
أصبح رايمون باغ بعد تعليمه أستاذًا للاقتصاد في معهد الدراسات السياسية بباريس والمدرسة المركزية في باريس.
كان من عام 1959 إلى عام 1962 مديرًا لموظفي جان مارسيل جيني في وزارة الصناعة والتجارة. في عام 1967، اختاره الرئيس شارل ديغول نائبًا لرئيس المفوضية الأوروبية للشؤون الاقتصادية والمالية. بقي في بروكسل حتى يناير 1973، وعمل في لجان راي ومالفاتي ومانشولت. التحق بعد عودته إلى فرنسا بمجلس الوزراء بصفة وزير للتجارة الخارجية في يناير 1976.

## الحياة السياسية

### الوظائف الحكومية
- رئيس الوزراء: 1976 - 1981.
- وزير الاقتصاد والمالية: 1976 - 1978.
- وزير التجارة الخارجية: يناير - أغسطس 1976.

### الولايات الانتخابية
- الجمعية الوطنية الفرنسية
- عضو الجمعية الوطنية الفرنسية عن إقليم رون: 1981-2002. انتخب عام 1981 وأعيد انتخابه في أعوام 1986 و1988 و1993 و1997.
- المجلس البلدي
- عمدة ليون: 1995 - 2001.
- عضو مجلس بلدية ليون: 1995 - 2001.

### مجلس المجتمع الحضري
- رئيس المجتمع الحضري في ليون: 1995 – 2001.
- عضو المجتمع الحضري في ليون: 1995 – 2001.
- مشارك في مؤتمر بيلدربيرغ 1983.

## روابط خارجية
- رايمون باغ على موقع IMDb (الإنجليزية)
- رايمون باغ على موقع الموسوعة البريطانية (الإنجليزية)
- رايمون باغ على موقع مونزينجر (الألمانية)
- رايمون باغ على موقع ألو سيني (الفرنسية)
- رايمون باغ على موقع إن إن دي بي (الإنجليزية)
- رايمون باغ على موقع قاعدة بيانات الفيلم (الإنجليزية)